# Mertzon
Mertzon è un comune (city) degli Stati Uniti d'America e capoluogo della contea di Irion nello Stato del Texas. La popolazione era di 781 abitanti al censimento del 2010. Fa parte dell'area metropolitana di San Angelo.

## Geografia fisica
Secondo lo United States Census Bureau, la città ha una superficie totale di 3,93 km², dei quali 3,93 km² di territorio e 0 km² di acque interne (0% del totale).

## Società

### Evoluzione demografica
Secondo il censimento del 2010, la popolazione era di 781 abitanti.

### Etnie e minoranze straniere
Secondo il censimento del 2010, la composizione etnica della città era formata dall'89,12% di bianchi, l'1,15% di afroamericani, lo 0,13% di nativi americani, lo 0,13% di asiatici, lo 0% di oceanici, il 6,53% di altre razze, e il 2,94% di due o più etnie. Ispanici o latinos di qualunque razza erano il 35,85% della popolazione.